# Тете (провинция)
Тете (порт. Tete) — провинция в Мозамбике. Площадь составляет 100 724 км². Численность населения 1 801 528 человек (на 2007 год). Административный центр провинции — город Тете с населением в 101 984 человек (1996).

## География
Провинция Тете расположена на северо-западе Мозамбика. На её востоке и северо-востоке проходит государственная граница между Мозамбиком и Малави, на севере и северо-западе — государственная граница с Замбией, на западе — государственная граница с Зимбабве. На юге Тете соседствует с провинциями Маника, Софала и Замбезия.
Основным природным ландшафтом провинции являются заросли мопане и травянистые луга. Через Тете протекает река Замбези, образующая здесь после строительства гидроэлектростанции Кабора-Басса одно из крупнейших в мире искусственных озёр Кахора Басса длиной в 250 и шириной в 38 километров.

## История
Провинция Тете сильно пострадала во время военных действий в годы гражданской войны в Мозамбике после обретения им независимости в 1975 году.

## Административное деление

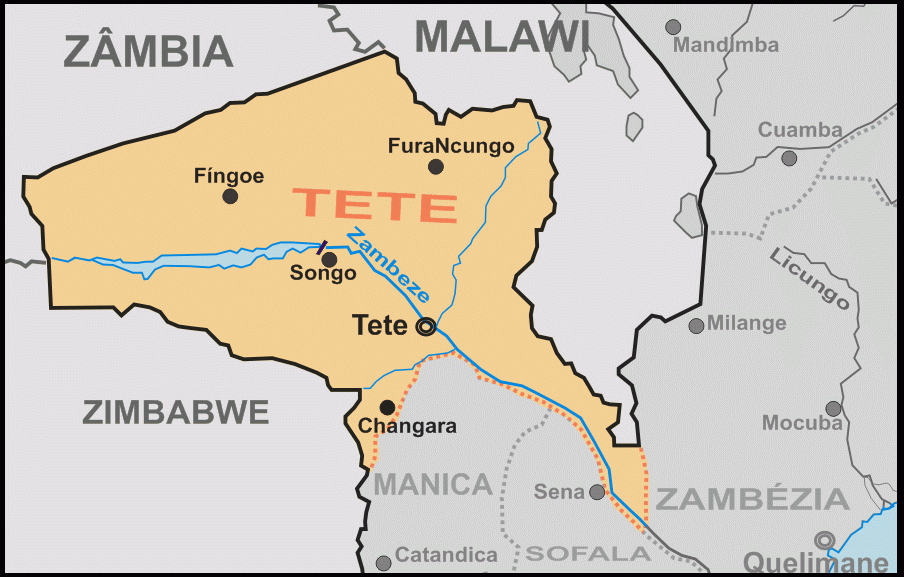
Административная карта провинции Тете.

Провинция Тете подразделяется на 12 дистриктов и 3 муниципалитета.

### Дистрикты
- Angónia
- Cahora-Bassa
- Changara
- Chifunde
- Chiuta
- Macanga
- Magoé
- Marávia
- Moatize
- Mutarara
- Tsangano
- Zumbo

### Муниципалитеты
- Moatize (vila)
- Tete (cidade)
- Ulongué (vila)

## Экономика
Основным занятием местных жителей (для более чем 3/4 населения) является сельское хозяйство. В прошлом главной выращиваемой культурой здесь был хлопчатник; в настоящее время его место занял табак. Только за период с 2003 по 2006 год производство табака в провинции увеличилось в 2 раза. В Тете разведаны также месторождения каменного угля, бокситов, золота, железа, никеля, меди и других полезных ископаемых.